# Путорана
Платото Путора́на (на руски: Плато Путорана) е силно разчленен базалтов масив в северозападната част на Средносибирското плато и южно от Таймирския полуостров, разположено в северозападната част на Красноярски край в Русия. Най-високият връх на платото е връх Камен (1678 m).
Районът съдържа едни от най-големите запаси на никел в света. Географският център на Русия, езерото Виви, е разположен в платото, както и най-високият водопад в Азия – Талникови (482 m). Най-голямото селище в района е град Норилск.
Наименованието „Путорана“ произлиза от евенкски език и се превежда като „страната на езерата със стръмни брегове“. Някои езера са достатъчно големи и сформират цели екосистеми, разпростиращи се на десетки километри. В платото са разположени повече от 25 000 езера, някои от които са дълбоки между 180 и 240 метра, и заедно те представляват вторият по големина източник на сладка вода в Русия, след езерото Байкал.
През 1988 г. е създаден природен резерват Путорана, с администрация в Норилск. Той покрива площ от 1 887 251 хектара и буферна зона с площ 1 773 300 хектара. Първоначално е създаден за опазване на най-голямото стадо северни елени в света, както и сибирския снежен овен.
През юли 2010 г. платото Путорана е включено в списъка на световното културно и природно наследство на ЮНЕСКО, като „пълен комплекс субарктични и арктични екосистеми в изолирана планинска верига, включваща девствена тайга, тундра и арктическа пустиня, както и недокоснати системи от езера и реки“.

## Географска характеристика
Платото е с вулканичен произход и образувано към края на палеозоя. Това е второто най-голямо лавово плато в света след платото Декан в Индия. На запад и север чрез стръмни откоси се издига над съседните низини – ширкота долина на река Енисей и Северосибирската низина. Релефът му е относително равнинен с големи и дълбоки (до 500 – 800 m) проломи и долини, чиито дъна често са запълнени от езера (Лама, Кета, Хантайско, Дюпкун, Виви, Аян и др.). Реките, пробивайки си път през различните скали, образуват каньони, водопади и бързеи. Тук са концентрирани най-много водопади на територията на Руската федерация. Тъй като южната граница на платото се явява Северния полярен кръг, климатът в платото е суров субарктичен. От него водят началото си множество големи реки: Пясина с притока си Дудипта; Хета и Котуй (лява и дясна съставящи на Хатанга); Кочечум, Тембенчи, Виви, Тутончана и Северна (десни притоци на Долна Тунгуска); Курейка, Хантайка и Дудинка (десни притоци на Енисей). На северозапад до височина 300 – 350 m, а на юг до 500 m платото е обрасло с лиственично-смърчови гори, като на изток те се сменят нагоре с редки лиственични гори. От 500 до 700 m се простира храстова тундра, а по високите вододелни била – камениста и лешейна тундра.

## Топографска карта
- Топографска карта R-45,46; М 1:1 000 000[6]
- Топографска карта R-47,48; М 1:1 000 000[7]